# Gordon Joseph Gray
Pour les articles homonymes, voir Gray.
Gordon Joseph Gray (né le 10 août 1910 à Édimbourg, capitale de l'Écosse, et mort le 19 juillet 1993 à Édimbourg) est un cardinal écossais de l'Église catholique archevêque de Saint Andrews et Édimbourg de 1951 à 1985.

## Biographie
Gray étudie à Southwark, à Saint Andrews et à Londres. Après son ordination, il exerce des responsabilités pastorales dans l'archidiocèse  de Saint Andrews et Édimbourg et est recteur du Saint Mary's College de Blairs à Aberdeen.
Il est nommé archevêque de Saint Andrews et Édimbourg en 1951 et assiste au concile Vatican II entre 196 et 1965. Gray a également été président de la Conférence des évêques d'Écosse.
Le pape Paul VI le crée cardinal  lors du consistoire du 26 juin 1967. Il participe aux conclaves de 1978, lors desquels Jean-Paul Ier et Jean-Paul II sont élus. Il est le premier cardinal résident d'Écosse depuis l'assassinat du cardinal David Beaton en 1546.

## Succession apostolique
Gordon Joseph Gray a ordonné les évêques suivants :
- Évêque Michael Foylan (en) (1965)
- Évêque James Monaghan (1970)
- Archevêque Mario Conti (en) (1977)
- Évêque Agnellus Andrew (it), O.F.M. (1980)
- Évêque Vincent Logan (en) (1981)
- Évêque Maurice Taylor (en) (1981)
- Cardinal Keith Michael Patrick O'Brien (1985)